# Даніела Берчек
Даніела Берчек (нар. 7 липня 1984) — колишня сербська тенісистка.
Найвищу одиночну позицію світового рейтингу — 543 місце досягла 25 серпня 2003, парну — 363 місце — 29 вересня 2003 року.
Здобула 2 парні титули туру ITF.
Завершила кар'єру 2007 року.

## Фінали ITF
| Турніри $100,000 |
| Турніри $75,000  |
| Турніри $50,000  |
| Турніри $25,000  |
| Турніри $10,000  |

### Парний розряд: 5 (2–3)
| Результат | Дата            | Турнір                   | Покриття | Партнерка           | Суперниці                            | Рахунок     |
| --------- | --------------- | ------------------------ | -------- | ------------------- | ------------------------------------ | ----------- |
| Поразка   | 24 червня 2002  | ITF Thessaloniki, Греція | Ґрунт    | Ана Четник          | Хрістіна Захаріду Ким Камбич         | 5–7, 4–6    |
| Поразка   | 8 липня 2002    | ITF İstanbul, Туреччина  | Ґрунт    | Ана Четник          | Ірина Коткіна Анна Чакветадзе        | 5–7, 4–6    |
| Перемога  | 23 березня 2003 | ITF Каїр, Єгипет         | Ґрунт    | Владіміра Угліржова | Борка Майсторович Фредеріка Пієдаде  | w/o         |
| Перемога  | 29 червня 2003  | ITF Orestiada, Греція    | Тверде   | Іпек Шенолу         | Eleftheria Makromaridou Анна Куманту | 7–6(4), 6–2 |
| Поразка   | 7 липня 2003    | ITF Darmstadt, Німеччина | Ґрунт    | Марія Головизніна   | Санда Мамич Ана Врльїч               | 6–7(7), 1–6 |

## Участь у Кубку Федерації

### Парний розряд
| Розіграш                          | Дата           | Місце              | Супротивник | Покриття | Партнерка      | Суперниці                                    | W/L | Рахунок          |
| --------------------------------- | -------------- | ------------------ | ----------- | -------- | -------------- | -------------------------------------------- | --- | ---------------- |
| 2002 Fed Cup Europe/Africa Zone I | 24 квітня 2002 | Анталія, Туреччина | Poland      | Ґрунт    | Катарина Мишич | Клаудія Янс-Ігначик Йоанна Сакович-Костецька | L   | 6–2, 2–6, 1–6    |
| 2002 Fed Cup Europe/Africa Zone I | 26 квітня 2002 | Анталія, Туреччина | Люксембург  | Ґрунт    | Katarina Mišić | Céline Francois Менді Мінелла                | W   | 4–6, 7–6(4), 6–2 |